# Twin, Alabama
Twin là một thị trấn thuộc quận Marion, tiểu bang Alabama, Hoa Kỳ. Dân số năm 2009 là 376 người, mật độ đạt 43 người/km².